# Missile Moyenne Portée
Die Missile Moyenne Portée (MMP) ist eine Panzerabwehrlenkwaffe, welche von der französischen Sparte des europäischen Rüstungsunternehmens MBDA produziert wird. Von diesem wird sie seit dem Jahr 2022 unter der Bezeichnung Akeron MP vermarktet.

## Entwicklung
Das französische Verteidigungsministerium bestellte Mitte des Jahres 2009 im Rahmen eines Urgent Operational Requirement (UOR) 260 FGM-148 Javelin als Ersatz für die seit über 40 Jahren im Einsatz stehende MILAN-Panzerabwehrlenkwaffen. Aufgrund dessen begann man noch im selben Jahr bei MBDA aus Eigeninitiative mit der Entwicklung der MMP. Der erste Test mit einer MMP erfolgte im April 2014. Im selben Jahr wurde die MMP an der Rüstungsmesse Eurosatory der Öffentlichkeit vorgestellt. Bereits im Jahr 2013 erfolgte vom französischen Verteidigungsministerium eine erste Bestellung. Die ersten Waffen wurden im November 2017 an Frankreich ausgeliefert. Weiter wird MMP auch auf dem Exportmarkt angeboten.
Weiter arbeitet man bei MBDA an der Ausführung MLP. Diese soll dank eines vergrößerten Raketenmotors und größeren Flügeln eine Reichweite von bis zu 8 km besitzen. MLP soll von Fahrzeugen und Kampfhubschraubern zum Einsatz gebracht werden. Unter der Bezeichnung MHT (Missile Haut de Trame) bzw. Akeron LP entwickelt MBDA auf der Basis der MMP eine Panzerabwehrlenkwaffe mit einer Reichweite von rund 20 km. Diese soll mit dem Eurocopter Tiger Mk.3 zum Einsatz kommen.
Daneben wurde von MBDA mit schwedischen sowie indischen Firmen Joint Ventures eingegangen, welche auf der Basis der MMP eigene Panzerabwehrlenkwaffen für  Indien und Schweden (RBS-58) produzieren wollen.

## Konzept
Mit der Entwicklung der MMP reagiert man auf die veränderte Bedrohungslage nach dem Kalten Krieg. Im Rahmen der asymmetrischen Kriegführung kann MMP neben der Bekämpfung von Kampfpanzern auch gegen leicht gepanzerte Fahrzeuge, Feldbefestigungen und Gebäudestrukturen eingesetzt werden. MMP wurde für den Kampf in urbanem Gelände konzipiert und ist auch für eine Vernetzte Operationsführung ausgelegt. Auch besitzt die MMP die nötigen Schnittstellen für die Anbindung an das französische Future-Soldier-Programm FÉLIN. Eingesetzt als eine Fire-and-Forget- oder eine Nicht-Sichtverbindung-Lenkwaffe (NLOS) ähnelt das Einsatzkonzept der FGM-148 Javelin und der Spike-Panzerabwehrlenkwaffe.
Im Gegensatz zum Vorgängermodell MILAN erreicht MMP eine vergrößerte Reichweite und erlaubt ein viel breiteres Einsatzspektrum. Auch wurde durch das neue Startverfahren ein Start aus Gebäuden und Deckungen heraus möglich. Es besteht die Möglichkeit des überhöhten Angriffs gegen die nur schwach gepanzerte Oberseite von Panzerfahrzeugen. Mit MPP lassen sich fahrende Fahrzeuge mit einer Geschwindigkeit von bis zu 70 km/h bekämpfen. MMP kann von ein bis zwei Infanteristen transportiert und auch auf Waffentürmen gepanzerter Fahrzeuge oder Schiffen montiert werden.

## Technik

### Starteinheit
Die Starteinheit wiegt 11 kg und besteht im Groben aus einer Dreibein-Lafette und einer kombinierten Infrarot- und Tageslicht-Zielkamera. Die Kameras erlauben eine Zielerfassung und Zielidentifikation auf die maximale Einsatzdistanz der Lenkwaffe. Auch kann die Starteinheit als ein separates Fernglas oder Infrarotsichtgerät zur Beobachtung eingesetzt werden. In der Starteinheit ist auch ein GPS/Galileo-Empfänger, ein Magnetkompass zur Standortbestimmung sowie ein Laser zur Entfernungsmessung verbaut. Ebenso verfügt die Starteinheit über die nötigen Schnittstellen für die Anbindung an militärische Führungssysteme (C²). Daneben befinden sich in der Starteinheit die Batterien zur Stromversorgung. Die Stromversorgung kann aber auch mit einem Kabel von Extern erfolgen. Auf die Starteinheit kann jeweils ein Transport- und Startbehälter für die Lenkwaffe aufgesetzt werden.

### Lenkwaffe
Die MMP-Lenkwaffen werden in versiegelten GFK-Transport- und Startbehältern aus dem Werk ausgeliefert. Der Transport- und Startbehälter wiegt beladen 15 kg. Die Lenkwaffe lässt sich im Groben in vier Sektionen aufteilen. Im vorderen Teil des Lenkwaffenrumpfes sind der Suchkopf und die Steuerelektronik untergebracht. Der Suchkopf enthält das bildgebende Infrarotsystem und die Zündkontakte für den Gefechtskopf. Neben der Steuerelektronik ist die Vorhohlladung montiert, welche asymmetrisch im Rumpf angeordnet ist. Im mittleren Abschnitt des Lenkwaffenrumpfes befinden sich das Feststoffraketentriebwerk sowie die vier Leitwerksflächen. Unmittelbar dahinter ist die Hauptladung des Gefechtskopfes, der aus einer Hohlladung mit Splittermantel besteht, untergebracht. Im hinteren Rumpfabschnitt befinden sich die Aktuatoren, die Lenkeinheit, das Lichtleitkabel, die vier Steuerflächen sowie der Startbooster.
Der Suchkopf der MMP ist eine Kombination aus einer Infrarotkamera sowie einem optischen CCD-Sensor. Im Gegensatz zu anderen Infrarotsuchköpfen muss der Suchkopf der MMP vor dem Start nicht gekühlt werden, was die Zeit für die Startvorbereitung reduziert.
Die Bilddaten können über ein 2-Weg-Datenlink via Lichtleitkabel an die Starteinheit übertragen werden.
Der Gefechtskopf besteht aus einer Tandemhohlladung mit Splittermantel. Ziel der kleineren Vorhohlladung ist es, eine eventuell vorhandene Reaktivpanzerung zur Detonation zu bringen und so der Hauptladung die volle Wirkung auf die passive Hauptpanzerung des Ziels zu ermöglichen. Ist keine reaktive Panzerung vorhanden, ruft die Vorhohlladung schon entsprechende Wirkungen an der Hauptpanzerung hervor. Der Sprengkopf der MMP wird von Saab Bofors Dynamics Switzerland produziert und hat eine Durchschlagsleistung von rund 1000 mm Panzerstahl oder 2 m Stahlbeton. Um die Hohlladung ist ein Splittermantel angebracht, der 1500 Splitter aus Wolfram enthält. Die Wolframsplitter haben einen Wirkradius von rund 15 m.

## Angriffsprofile

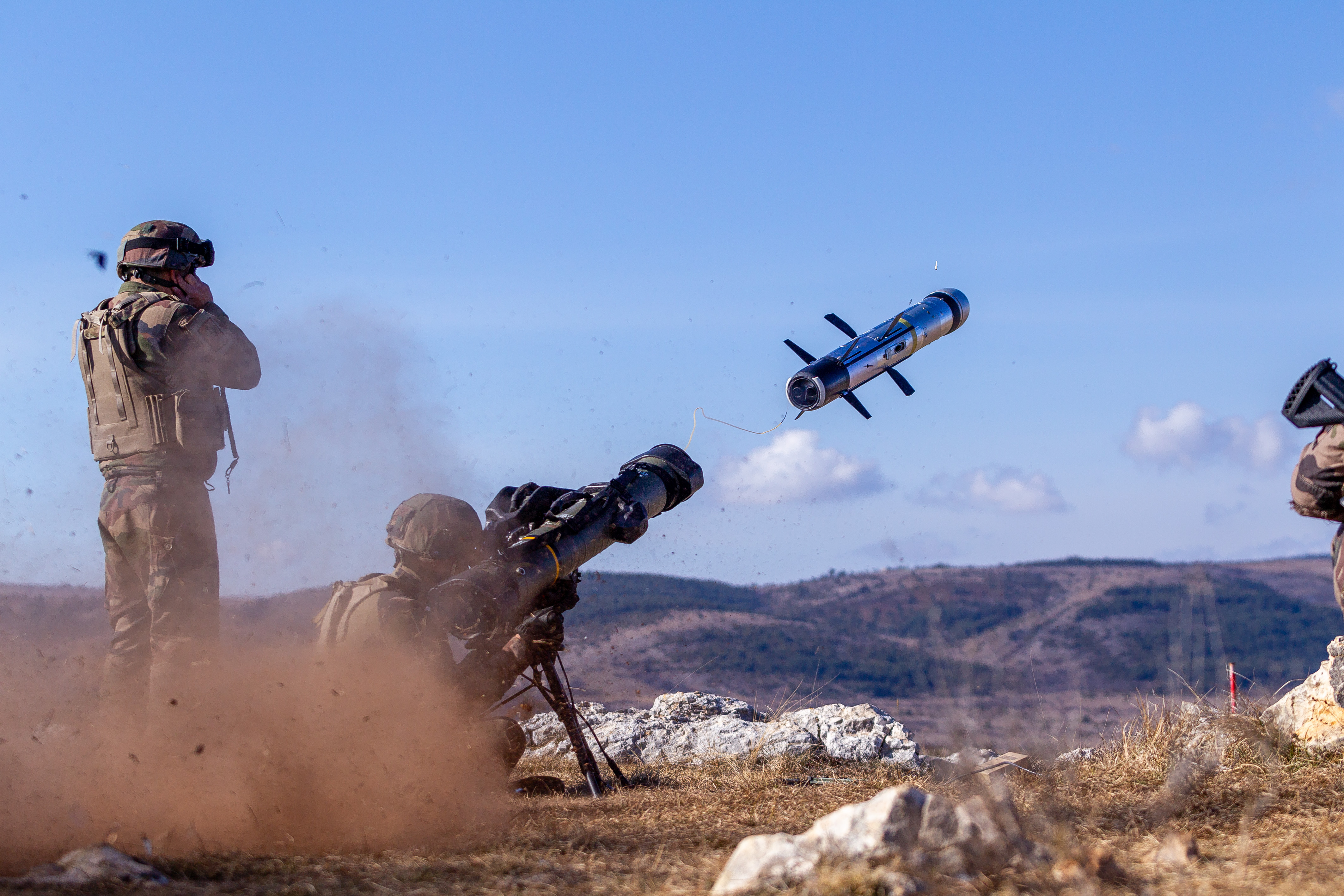
Start einer MMP

Der Schütze kann vor dem Start zwischen zwei Angriffsprofilen wählen: DA (Direct Attack) oder NLOS (Non-line-of-sight). Das Angriffsprofil DA kommt zum Einsatz, wenn zwischen dem Schützen und dem Ziel eine direkte Sichtverbindung besteht. Bei diesem Angriffsprofil wird MMP generell im Modus Fire-and-Forget eingesetzt. MMP kann bei diesem Angriffsprofil Ziele auch treffen, wenn sich diese nach dem Lenkwaffenstart aus dem Sichtfeld des Schützen bewegen. Das Angriffsprofil NLOS kommt zur Anwendung, wenn zum Ziel keine direkte Sichtverbindung besteht. In diesem Fall wird das Kamerabild aus der Lenkwaffe über das Lichtleitkabel an die Starteinheit übertragen. Der Schütze kann so die Lenkwaffe in das Ziel steuern (man-in-the-loop). Mit diesem Angriffsprofil lassen sich Ziele bekämpfen, die sich hinter Gebäuden, Vegetation und Hügeln befinden. Auch kann dem Schützen ein Ziel eines vorgelagerten Beobachters zugewiesen werden. In diesem Fall fliegt die Lenkwaffe auf einem vorprogrammierten Flugweg in das Zielgebiet, und dort kann der Schütze die Lenkwaffe auf das Ziel zusteuern (Lock-on after launch).
Die Starteinheit sowie Transport- und Startbehälter für die Lenkwaffe werden getrennt transportiert. Vor dem Start müssen die beiden Komponenten zusammengesteckt werden. Hat der Schütze das Ziel identifiziert und anvisiert, betätigt er den Auslöser und zündet damit den „Startbooster“, welcher die Lenkwaffe mit etwa 160 m/s aus dem Rohr ausstößt. In sicherer Entfernung zündet das Feststoff-Marschtriebwerk und beschleunigt die Lenkwaffe auf rund 230 m/s. Unmittelbar nachdem die Lenkwaffe den Transportbehälter verlassen hat, klappen sich die Leitwerks- und Steuerflächen nach hinten aus und erzeugen eine stabile Fluglage. Unabhängig vom gewählten Angriffsprofil nimmt die MMP-Rakete eine Flugbahn in Form einer semi-ballistischen Kurve ein. So hat der Suchkopf der Lenkwaffe ein optimales Sichtfeld, und es wird eine große Schussdistanz erreicht. Beim Einschlag im Ziel wird der Hohlladungsgefechtskopf durch den Aufschlagzünder ausgelöst. Durch den an der Hauptladung angebrachten Splittermantel wirkt der Gefechtskopf auch gegen Weichziele.

## Nutzer
- Ägypten – Seit 2023 im Einsatz.[18]
- Belgien – 761 Lenkwaffen im Jahr 2022 bestellt. Für den Einsatz mit dem EBRC Jaguar.[19]
- Frankreich – 400 Startgeräte und 2850 Lenkwaffen bestellt.[20]
- Katar – Unbekannte Anzahl im Jahr 2017 bestellt.[21]
- Luxemburg – Unbekannte Anzahl im Jahr 2023 bestellt.[22]
- Ukraine – Im Rahmen der Auslandshilfen für die Ukraine aus französischen Beständen geliefert.[23]
- Zypern – Unbekannte Anzahl im Jahr 2024 bestellt. Für den Einsatz mit dem Sherpa Light-Fahrzeug.[24][25]